# Camp d'Agde
Le camp d'Agde est un camp d'internement français créé en 1939 sur le territoire de la commune d'Agde (Hérault) pour recevoir, à partir du mois de février des républicains espagnols réfugiés en France, à la fin de la guerre d'Espagne.

## Localisation
Ce camp se trouvait à la sortie de la ville, sur la gauche de la route de Sète, dans un site occupé aujourd'hui par le collège René-Cassin.

## Historique
Le camp fut installé près de la plage, au début du mois de mars 1939, sur le terrain militaire désaffecté situé dans le prolongement d'une caserne de gardes mobiles. L'objectif du général Ménard, commandant la 17e région militaire de Toulouse, était de soulager le département des Pyrénées-Orientales de l'afflux de réfugiés de républicains espagnols On l'appellera  le camp des Catalans car 80 % des réfugiés étaient originaires de Catalogne.
À partir du mois de septembre 1939, après le départ des Espagnols, il reçoit des volontaires et des mobilisés tchécoslovaques qui participent aux combats contre l'armée allemande en juin 1940 avant d'être démobilisés. Il devient ensuite un centre de recrutement de l'armée belge, mais après la capitulation de leur pays, les jeunes recrues présentes seront internées jusqu'à la fin août.
Fin 1940, le régime de Vichy le transforme en Centre de rassemblement des étrangers. Environ 6 000 étrangers, de trente nationalités, y sont internés, dont un millier de juifs étrangers (allemands ou autrichiens pour la plupart) raflés dans l'Hérault en juillet 1942. En août 1942, 370 Juifs furent internés à Agde avant d'être déportés vers les camps de la mort.
Le camp fut démantelé à l'automne 1943 et détruit en août 1944 après le départ de l'armée allemande.

## Caractéristiques
Le camp était entouré d'une double clôture en fil de fer barbelé et surveillé par des gardes mobiles et des tirailleurs sénégalais. Constitué de baraques légères, le camp était prévu pour accueillir 20 000 personnes, mais il en reçut plus de 24 000 dans des conditions précaires, en particulier sur le plan sanitaire.
Ce camp était divisé en trois ensembles distincts, trois camps, en fait. À la fin du mois de mai 1939, les réfugiés étaient répartis dans chacun des trois camps : 7 208 dans le camp no 1, 8 002 dans le camp no 2 et 9 014 dans le camp no 3. Chacun des camps possédait son poste de police, son infirmerie, son magasin de vivres.
Au début du mois de mars 1939, 320 réfugiés venant du camp de Saint-Cyprien, furent employés aux travaux d'aménagement : terrassement, montage des baraques etc. Les réfugiés étaient logés dans baraques de 40 mètres de longueur sur 6,25 de large qui pouvait contenir jusqu’à 250 personnes. Certaines baraques provenaient du camp de Barcarès, les autres avaient été construites sur place.
Le camp d’Agde dépendait de l’autorité administrative pour son ravitaillement et de l’autorité militaire pour sa surveillance. Les officiers de l'armée républicaine espagnole étaient responsables devant l’état-major de l'armée française de la discipline et de l'organisation interne du camp (distribution de nourriture, nettoyage, soins médicaux etc.).

## Déportés célèbres
- José Cabrero Arnal (1909-1982), dessinateur de bandes dessinées républicain espagnol, créateur du personnage Pif le chien.
- Juan López Carvajal (1914-2011), combattant de la guerre d'Espagne et écrivain, compagnon de Pepita Laguarda Batet, première femme soldate tuée durant la guerre d'Espagne[5].